# Route nationale 527
Pour les articles homonymes, voir Route 527.
La route nationale 527 ou RN 527 était une route nationale française reliant La Chambre au col du Glandon.
À la suite de la réforme de 1972, elle a été déclassée en RD 927.

## Ancien tracé de la Chambre au col du Glandon (D 927)
- La Chambre (km 0)
- Saint-Étienne-de-Cuines (km 2)
- Saint-Alban-des-Villards (km 9)
- Saint-Colomban-des-Villards (km 11)
- Col du Glandon (km 21)